# Siphonosoma australe
Siphonosoma australe är en stjärnmaskart som först beskrevs av Wilhelm Moritz Keferstein 1865.  Siphonosoma australe ingår i släktet Siphonosoma och familjen Sipunculidae.

## Underarter
Arten delas in i följande underarter:
- S. a. australe
- S. a. takatsukii